# Deepa Sahi
Deepa Sahi est une actrice et une productrice indienne de Bollywood né en 1962. Elle est célèbre pour une scène où elle est seins nus dans le film Maya Memsaab de Ketan Mehta (1993), adaptation de Madame Bovary de Flaubert.

## Filmographie sélective
- 1984 : Party de Govind Nihalani : Sona Rane
- 1985 : Aghaat de Govind Nihalani : Chotelal's wife
- 1988 : Hero Hiralal de Ketan Mehta
- 1990 : Dushman de Shakti Samanta : Geeta
- 1991 : Trinetra de Harry Baweja : Seema
- 1991 : Ek Doctor Ki Maut de Tapan Sinha
- 1991 : Hum de Mukul Anand : Aarti
- 1992 : Siyasat de Sukhwant Dhadda
- 1993 : Bhookamp de Gautam Adhikari
- 1993 : Maya Memsaab de Ketan Mehta : Maya Das
- 1995 : Oh Darling Yeh Hai India de Ketan Mehta : Miss India
- 1997 : Aar Ya Paar de Ketan Mehta : Anu Chauhan
- 2001 : Daughters of This Century de Tapan Sinha : Champia